# Poganowe Skały

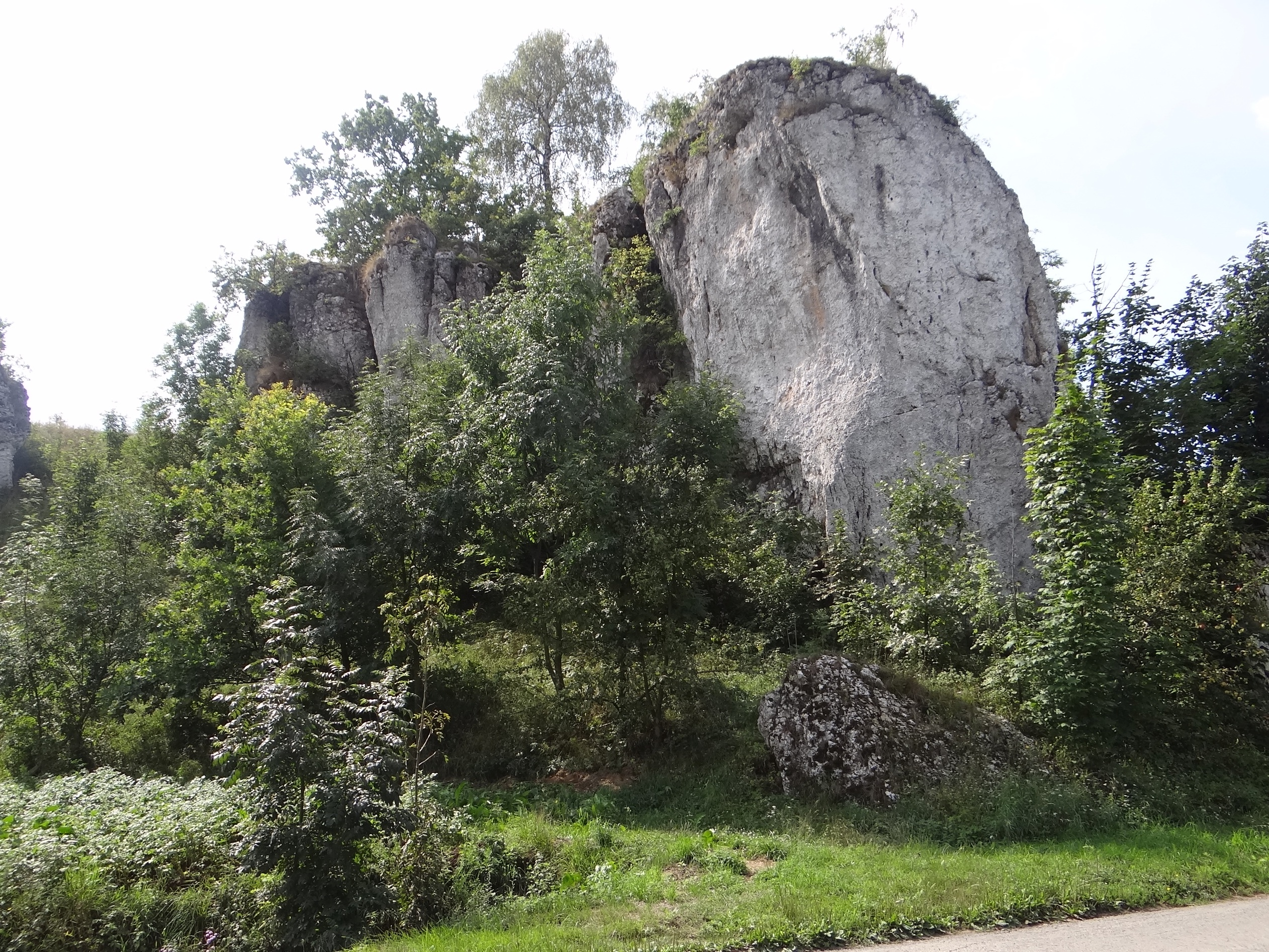

Poganowe Skały – grupa skał na Wyżynie Olkuskiej we wsi Sułoszowa w województwie małopolskim, w powiecie krakowskim, w gminie Sułoszowa. Tuż obok skał biegnie asfaltowa droga z Sułoszowej do Wielmoży. Odgałęzia się ona od głównej drogi przez Sułoszową około 200 m powyżej kościoła w Sułoszowej. Skały znajdują się około 250 m za skrzyżowaniem (zaraz za zakrętem drogi), tuż po prawej stronie drogi i są z niej widoczne. Nazwa skał pochodzi od urodzonego w Sułoszowej Jana Pogana.
Poganowe Skały wznoszą się na lewym brzegu dolinki lewego dopływu potoku Prądnik. Ciągną się na długości prawie 300 m. Skała znajdująca się najbliżej drogi jest obiektem wspinaczki skalnej. Jest to zbudowana z twardych wapieni skalistych skała o wysokości do 12 m, ścianach połogich lub pionowych. Są na niej 4 drogi wspinaczkowe o trudności od V do VI.2 w skali polskiej oraz jeden projekt. Wszystkie mają zamontowane stałe punkty asekuracyjne – ringi (r) i stanowiska zjazdowe (st). Znajdują się na terenie prywatnym.

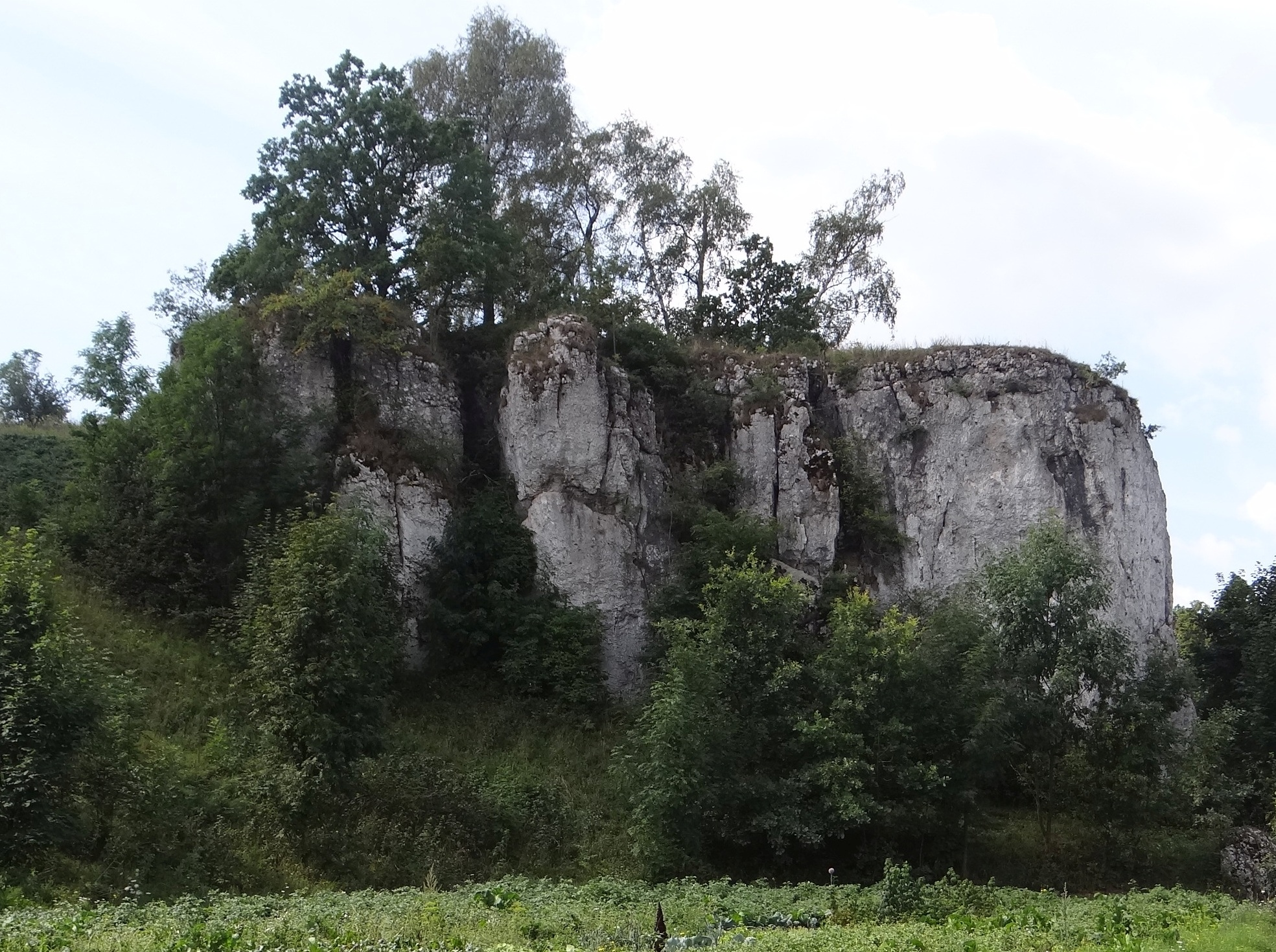

## Drogi wspinaczkowe
1. Projekt; (5r+st),
2. Triada; VI.1+ (6r+st),
3. Ekskalibur; VI.2+ (5r+st),
4. Amber Gold; VI.1+ (5r+st),
5. OLT Ekspress; VI+ (5r+st)[2].